# Pilzner

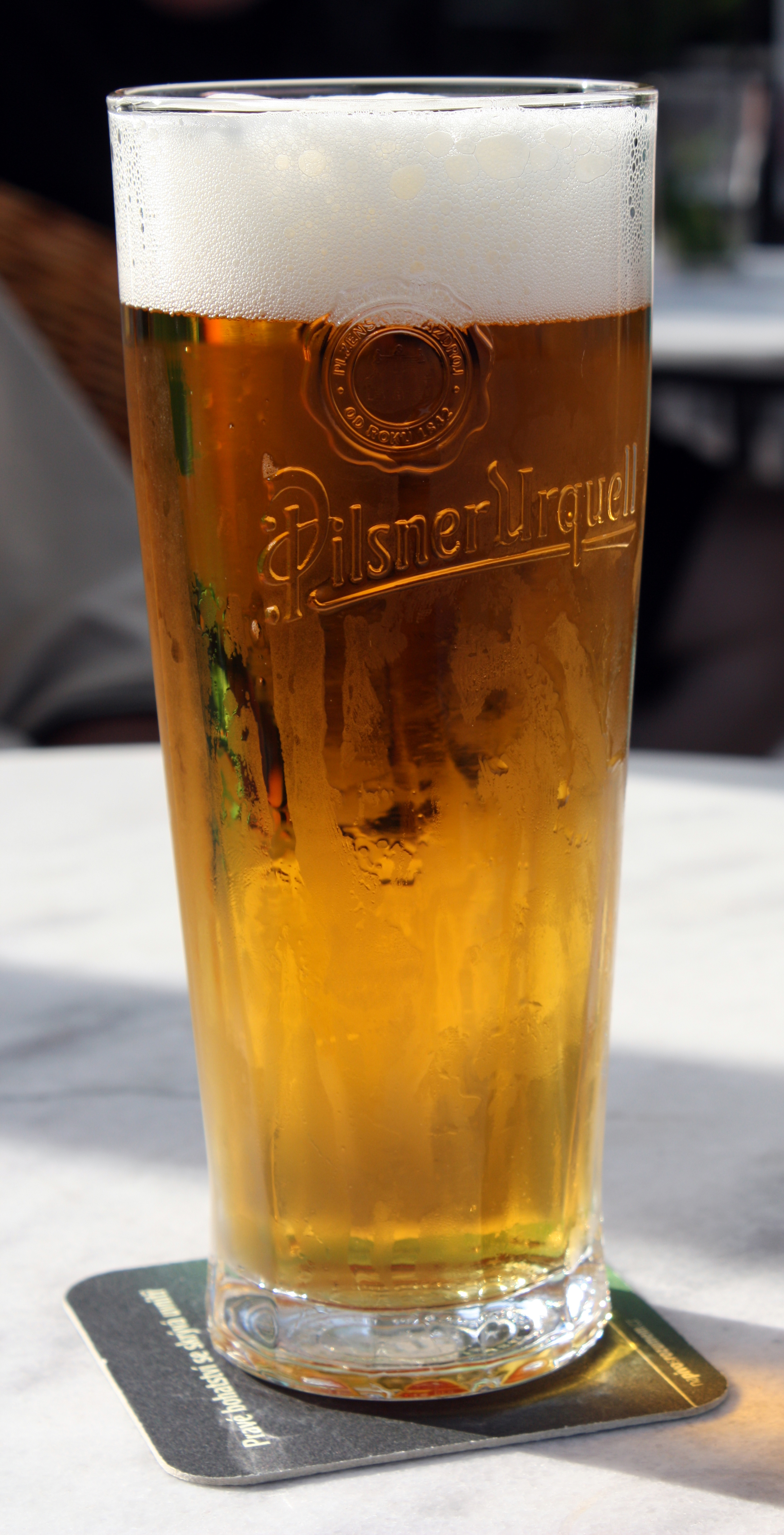
Piwo typu pilzner

Pilzner (pilsener, pils, pilsen, pilsner) – typ piwa fermentacji dolnej. Nazwę swoją piwo to zawdzięcza miejscowości Pilzno (Plzeň) w Czechach, gdzie w 1842 roku opracowano jego oryginalną recepturę. Po raz pierwszy w obrocie handlowym znalazło się to piwo pod marką Pilsner Urquell.

## Historia powstania
Historia browarnictwa w Pilźnie sięga roku 1295, jednak aż do wieku dziewiętnastego były to piwa fermentacji górnej. W 1839 roku zarządcy miasta ufundowali nowy browar w mieście. Nazwano go Měšťanský pivovar Plzeň (Bürgerliches Brauhaus, Browar Miejski w Pilźnie). Zarządzono, aby piwa powstające w nowym browarze były piwami jasnymi typu bawarskiego. Piwowarzy użyli do produkcji piwa drożdży dolnej fermentacji, a wyprodukowane piwo miało być leżakowane w beczkach. W browarze zatrudniono bawarskiego piwowara Josefa Grolla (1813-1887), który 5 października 1842 roku zaprezentował światu swoje nowe piwo. Z połączenia jasnego słodu suszonego w niskiej temperaturze (słód ten nazwano później pilzneńskim), bardzo miękkiej pilzeńskiej wody, chmielu żateckiego (od miejscowości Žatec) i bawarskiego sposobu lagerowania powstało bardzo klarowne złote piwo.
Piwo to bardzo szybko zdobyło popularność w Czechach, a co za tym idzie w Austro-Węgrzech. W 1856 zaczęto jego sprzedaż w Wiedniu, a w 1862 w Paryżu. W 1859 piwo to sprzedawane było pod zastrzeżoną marką „Pilsner Bier”, a w roku 1898 pod marką „Pilsner Urquell”.

## Podział
Według wytycznych BJCP ten gatunek piwa dzieli się na trzy podgatunki:

### Pilzner czeski (bohemian pilsener)
| Gęstość początkowa | Gęstość końcowa | IBU (goryczka) | SRM (barwa piwa)   | Zawartość alkoholu (objętościowo) |
| ------------------ | --------------- | -------------- | ------------------ | --------------------------------- |
| 11-13,8 °Blg       | 3,3-4,3 °Blg    | 35-45          | 3,5-6 SRM 6-14 EBC | 4,2-5,4%                          |

Do produkcji używa się słodu pilzneńskiego (czasem dodaje się niewielkie ilości słodu karmelowego jasnego), chmielu żateckiego i miękkiej wody. Zacieranie słodu powinno odbywać się metodą dekokcji, powinno używać się czeskich drożdży dolnej fermentacji, a piwo lageruje się w niskich temperaturach.
Surowce – miękka woda z niską zawartością minerałów, chmiel żatecki, morawski słód jęczmienny, czeskie drożdże dolnej fermentacji.
Wygląd – barwa piwa od jasnożółtej do jasnobursztynowej. Piana biała, trwała, obfita, drobnopęcherzykowa i gęsta. Piwo powinno być bardzo lub doskonale klarowne.
Aromat – na pierwszym planie wyczuwalne są wyraźne ziołowo-korzenne aromaty czeskich chmieli. Na drugim planie wyczuwa się aromaty od słodu – słodkie, herbatnikowe, rzadziej karmelowe. Dopuszcza się delikatne aromaty diacetylu.
Smak – początkowo wyczuwalne słodkie smaki słodowe (czasem karmelowe), następnie wyraźny smak chmielu, a na koniec intensywna goryczka. Piwo powinno być rześkie, orzeźwiające, z półwytrawnym finiszem. Może być czasem lekko kwaskowe. Dopuszczalny jest lekki smak diacetylu na drugim planie. Goryczka od średniej do mocnej; może zalegać po przełknięciu.
Odczucie w ustach – średnio wysycone dwutlenkiem węgla (większość gazu powinna zniknąć podczas nalewania), dobrze pijalne, dobrze zbalansowane, gładkie, wytrawne lub średnio wytrawne.
Przykłady komercyjne – Pilsner Urquell, Staropramen, Gambrinus Pilsner.

### Pilzner niemiecki (pils niemiecki)
| Gęstość początkowa | Gęstość końcowa | IBU (goryczka) | SRM (barwa piwa) | Zawartość alkoholu (objętościowo) |
| ------------------ | --------------- | -------------- | ---------------- | --------------------------------- |
| 11-12,4 °Blg       | 2-3,3 °Blg      | 25-45          | 2-5 SRM 4-10 EBC | 4,4-5,2%                          |

Odpowiedź niemieckich browarów na zdobywającego w bardzo szybkim tempie popularność piwa czeskie. Jest to niemalże ten sam gatunek co pilzner czeski, zaadaptowany do warunków niemieckiego browarnictwa. Od czeskiego oryginału odróżnia się tym, że ma nieco niższy ekstrakt, co wpływa na większą wytrawność piwa, a dzięki temu wyraźniej czuć nachmielenie. O ile w czeskiej odmianie piwa dopuszcza się smak i aromat diacetylu, to w niemieckiej odmianie jest on uznawany za poważną wadę piwa.
Surowce – słód pilzneński, niemieckie chmiele (szczególnie szlachetnych odmian jak Hallertauer, Tettnanger oraz Spalt), średnio siarczanowa woda, niemieckie drożdże dolnej fermentacji.
Wygląd – barwa piwa od słomkowożółtej do jasnozłotej. Piana tak jak w czeskim pilznerze biała, trwała, obfita, drobnopęcherzykowa i gęsta. Niemieckie piwo tego typu również powinno być bardzo lub doskonale klarowne.
Aromat – wyczuwalny lekki, zbożowy aromat od słodu czasem dający nuty biszkoptowe (ciasteczkowe) oraz wyraźne chmielowe aromaty kwiatowe i korzenne. Aromat powinien być czysty, jednak dopuszcza się możliwość wystąpienia początkowo aromatu siarkowego oraz lekkich nut DMS; obie te cechy są jednak wysoce niepożądane.
Smak – piwo powinno być rześkie i gorzkie z finiszem wytrawnym lub półwytrawnym. Możliwe również smaki słodowe jednak znacznie mniej wyczuwalne niż w czeskiej wersji. Goryczka chmielowa od słabej do mocnej, jednak ważne jest, aby była efektem użycia niemieckich chmieli szlachetnych. Goryczka powinna być zdecydowana oraz dominować od początku aż do posmaku.
Odczucie w ustach – wysycenie dwutlenkiem węgla od średniego do wysokiego. Bardziej rześkie od pilznera czeskiego. Może dać odczucie ściągania na języku.
Przykłady komercyjne – Bitburger, Warsteiner, Holsten Pils, Berliner Kindl Pilsener.

### Classic American Pilsner
| Gęstość początkowa | Gęstość końcowa | IBU (goryczka) | SRM (barwa piwa) | Zawartość alkoholu (objętościowo) |
| ------------------ | --------------- | -------------- | ---------------- | --------------------------------- |
| 11-14,7 °Blg       | 2,6-3,8 °Blg    | 25-40          | 3-6 SRM 6-14 EBC | 4,6-6%                            |

Gatunek ten został zapoczątkowany przez emigrantów z Europy osiedlających się w USA. Znali oni proces produkcyjny, a drożdże przywieźli ze sobą. Pozostałe składniki użyte do produkcji to lokalne słody i chmiele. Zaprzestano produkcji tego stylu w latach dwudziestych XX wieku przez wprowadzenie w życie tzw. Ustawy Volsteada i całkowitego zakazu sprzedaży alkoholu. Produkcją tego piwa zajmują się niemal wyłącznie piwowarzy-amatorzy. W okresie przed prohibicją gatunek ten charakteryzował się wyższą gęstością początkową i wyższym poziomem goryczki.
Surowce – sześciorzędowy jęczmień z dodatkiem płatkowanej kukurydzy (20-30% zasypu), którą dodaje się, aby rozcieńczyć zbyt duży poziom białek. Rodowite Amerykańskie chmiele takie jak Clusters, tradycyjne kontynentalne szlachetne chmiele, albo nowoczesne szlachetne krzyżówki (Ultra, Liberty, Crystal). Chmiele nowofalowe nie są odpowiednie przy tym gatunku. Woda z dużą ilością minerałów może prowadzić do chropowatości w smaku i ostrości w posmakach.
Wygląd – kolor piwa od słomkowego do jasnozłotego. Piana obfita, sztywna i trwała. Amerykańska wersja pilznera również musi być bardzo lub doskonale klarowna.
Aromat – średnio zbożowy, kukurydziany. Może być wyczuwalny aromat słodko-słodowy (niewyczuwalny w piwach z dodatkiem ryżu). Aromaty chmielowe od średnich do wysokich. Akceptuje się lekkie aromaty DMS.
Smak – umiarkowana do średniowysokiej słodowość zbożowa, która jest jednak mniej intensywna (zależy to od ilości użytej kukurydzy lub ryżu). W zależności od użytych składników, może być wyczuwalna słodkość kukurydzy (w piwach z płatkami kukurydzianymi) lub wysoka wytrawność (w piwach z ryżem). Goryczka chmielowa od średniej do wysokiej; nie powinna być jednak chropowata ani pozostawiać ostrego posmaku.
Odczucie w ustach – piwo to powinno być rześkie i orzeźwiające, bardziej gładkie niż wersje europejskie.